# Firmin Flamand
Firmin Flamand – belgijski łucznik, trzykrotny medalista olimpijski.
Flamand startował na Letnich Igrzyskach Olimpijskich 1920 w Antwerpii.  Podczas tych igrzysk sportowiec sklasyfikowany został w czterech konkurencjach i aż w trzech zdobył medale olimpijskie (złoto – mały ptak drużynowo i duży ptak drużynowo a brąz w duży ptak indywidualnie). Ponadto zajął czwarte miejsce w strzelaniu do „małego ptaka”. Wszystkie te konkurencje były jednak słabo obsadzone; w konkurencjach indywidualnych startowało tylko sześciu Belgów, a w zawodach drużynowych tylko drużyna Belgii (wyniki w konkurencjach drużynowych były liczone na podstawie wyników indywidualnych).